# Église Saint-Martin de Pommeuse
L'église Saint-Martin est une église située à Pommeuse, en Seine-et-Marne, France.

## Description
L'église Saint-Martin s'élève au centre de Pommeuse, une commune rurale du centre de la Seine-et-Marne. Il s'agit d'un édifice en moellons et pierre de taille, possédant un clocher-tour en avant, sur la gauche de la façade.
L'église est dédiée à Martin de Tours.

## Historique
La plus ancienne mention de l'édifice date du XIIe siècle, lorsque le village de Pommeuse construit sa propre église, afin de ne plus dépendre de la paroisse voisine de Faremoutiers ; la plus grande partie du bâti actuel est toutefois érigé entre les XVe et XIXe siècles.
L'église est inscrite le 20 mai 2022 au label « Patrimoine d'intérêt régional », étant caractéristique des églises de Seine-et-Marne.

## Patrimoine mobilier
L'église comporte deux éléments mobiliers protégés au titre des monuments historiques :
- Fragments de l'ancien retable du maître-autel[3]
- Statue de saint Vincent[4]